# Atlantic Division (NHL)
La Atlantic Division della National Hockey League venne formata nel 1993 come parte della Eastern Conference in una riorganizzazione della lega. La lega precedente era la Patrick Division. Fino al 2013 era l'unica divisione della NHL nella quale le squadre partecipanti avessero vinto almeno una volta la Stanley Cup (in realtà, tutte e cinque le squadre l'hanno vinta almeno due volte), benché solo due squadre abbiano vinto la Stanley Cup quando già facevano parte della Atlantic Division.

## Squadre attuali
- Boston Bruins
- Buffalo Sabres
- Detroit Red Wings
- Florida Panthers
- Montreal Canadiens
- Ottawa Senators
- Tampa Bay Lightning
- Toronto Maple Leafs

## Campioni di Division
- 1993-94 -  New York Rangers (52-24-8, 112 pt.)
- 1994-95 -  Philadelphia Flyers (28-16-4, 60 pt.)
- 1995-96 -  Philadelphia Flyers (45-24-13, 103 pt.)
- 1996-97 -  New Jersey Devils (45-23-14, 104 pt.)
- 1997-98 -  New Jersey Devils (48-23-11, 107 pt.)
- 1998-99 -  New Jersey Devils (48-23-11, 107 pt.)
- 1999-00 -  Philadelphia Flyers (45-22-12-3, 105 pt.)
- 2000-01 -  New Jersey Devils (48-19-12-3, 111 pt.)
- 2001-02 -  Philadelphia Flyers (42-27-10-3, 97 pt.)
- 2002-03 -  New Jersey Devils (46-20-10-6, 108 pt.)
- 2003-04 -  Philadelphia Flyers (40-21-15-6, 101 pt.)
- 2004-05 - non disputato a causa del lockout

- 2005-06 -  New Jersey Devils (46-27-9, 101 pt.)
- 2006-07 -  New Jersey Devils (49-24-9, 107 pt.)
- 2007-08 -  Pittsburgh Penguins (47-27-8, 102 pt.)
- 2008-09 -  New Jersey Devils (51-27-4, 106 pt.)
- 2009-10 -  New Jersey Devils (48-27-7, 103 pt.)
- 2010-11 -  Philadelphia Flyers (47-23-12, 106 pt.)
- 2011-12 -  New York Rangers (51-24-7, 109 pt.)
- 2012-13 -  Pittsburgh Penguins (36-12-0, 72 pt.)
- 2013-14 -  Boston Bruins (54-19-9, 117 pt.)
- 2014-15 -  Montreal Canadiens (50-22-10, 110 pt.)
- 2015-16 -  Florida Panthers (47-26-9, 103 pt.)

## Vincitori della Stanley Cup prodotti
- 1993-94 -  New York Rangers
- 1994-95 -  New Jersey Devils
- 1999-00 -  New Jersey Devils
- 2002-03 -  New Jersey Devils
- 2008-09 -  Pittsburgh Penguins

## Vincitori della Presidents' Cup prodotti
- 1993-94 -  New York Rangers
- 2013-14 -  Boston Bruins

## Vittorie di Division per squadra
| Squadra             | Titoli vinti | Ultima vittoria |
| ------------------- | ------------ | --------------- |
| New Jersey Devils   | 9            | 2010            |
| Philadelphia Flyers | 6            | 2011            |
| Pittsburgh Penguins | 2            | 2013            |
| New York Rangers    | 2            | 2012            |
| Florida Panthers    | 1            | 2016            |
| Montreal Canadiens  | 1            | 2015            |
| Boston Bruins       | 1            | 2014            |

- New Jersey,  Philadelphia, Pittsburgh e NY Rangers non fanno più parte della division.